# Джентиле, Бенедетто
Бенедетто Джентиле Певере (итал. Benedetto Gentile Pevere; Генуя, 1490 — Генуя, 1555) — дож Генуэзской республики.

## Биография
Сын Джованни Певере, синьора Кап-Корсо на Корсике, и предположительно Мариеттины Гримальди, родился в Генуе около 1490 года. Его семьи породнилась с родом Джентиле в 1309 году.
В отличие от своих предшественников, начальные этапы карьеры Бенедетто не были связаны с генуэзской политической жизнью. Он еще в юности оказался при папском дворе в Риме, где получал управленческий опыт на различных должностей в системе Святейшего Престола. Оставив Рим, он вернулся в столицу Республики Генуя, где женился на Бенедеттине Фиески, которая родила ему единственного сына, но тот в юном возрасте утонул в реке в долине Польчевера.
Избрание Бенедетто на пост дожа состоялось 4 января 1547 года, в условиях "заговора Фиески" против республиканской власти и героя Генуи адмирала Андреа Дориа. Дориа, едва избежавший гибели 2 января 1547 года, был сторонником избрания Бенедетто, несмотря на его родство с семьей Фиески. Считается, что Дориа высоко ценил миролюбие Бенедетто и его стремление к компромиссу.
Мандат Джентиле истек 4 января 1549 года. Он умер предположительно в Генуе в 1555 году и был похоронен в церкви Сан-Бениньо.